# September 2006
| September 2006 |
| Månader under 2006: Januari · Februari · Mars · April · Maj · Juni · Juli · Augusti · September · Oktober · November · December ← December 2005 · Januari 2007 → |

- Rymdsonden Smart 1 kraschlandar som planerat på månen. (3 september)

- Steve Irwin, känd från TV-programmet Krokodiljägaren, avlider efter att ha blivit attackerad av en spjutrocka under en filminspelning. (4 september)
- Mitt i den svenska valrörelsen genomför polisen husrannsakan på folkpartiets partikansli efter dataintrång i socialdemokraternas interna nätverk. Brottsutredning pågår. Se spionaffären i den svenska valrörelsen 2006. (4 september)

- Den manliga tronföljden i Japan säkras när prinsessan Kiko, gift med prins Akishino, föder en son. (6 september)

- Rymdfärjan Atlantis lyfter från Kennedy Space Center för uppdraget STS-115. (9 september)

- Michael Schumacher meddelar efter sin seger i Italiens Grand Prix att han tänker sluta med Formel 1. (10 september)
- En man skjuter ihjäl en student och skadar 19 andra på Dawson College i Montréal, Kanada. (13 september)
- Tidigare utrikesministern och partisekreteraren för socialdemokraterna Sten Andersson avlider. (16 september)
- Stockholmarna säger i en folkomröstning ja till trängselskatter, men omgivande kommuner säger nej. (17 september)
- Den borgerliga alliansen segrar i riksdagsvalet i Sverige 2006. Göran Persson meddelar att han tänker avgå från posten som socialdemokraternas partiordförande i mars 2007 och lämnar in sin avskedsansökan som statsminister. (17–18 september)

- Militären tar makten i Thailand genom en oblodig statskupp  (19 september–20 september)
- Svenske filmfotografen Sven Nykvist avlider. (20 september)
- Paolo Bettini blir världsmästare i cykel för herrar. (24 september)
- Shinzo Abe efterträder Junichiro Koizumi som Japans premiärminister. (26 september)
- September 2006 var en av de varmaste septembermånaderna på 150 år, bara  1934, 1944 och 1999 var det lika varmt.[1]

### Fotnoter
1. ↑  Aftonbladet 25 september 2006 - September kan slå alla värmerekord